# Floating storage and offloading unit
En FSO, eller floating storage and offloading unit, er et flydende opbevaringsfartøj, der normalt anvendes til opbevaring af olie.
FSO'er anvendes især i oliefelter, hvor det ikke er muligt eller effektivt at lægge en olierørledning ind til kysten. En olieboreplatform transporterer olie til FSO'en, hvor olien bliver indtil en supertanker ankommer og får overført olien.
De fleste FSO'er er enkeltvæggede forhenværende supertankere, eksempelvis Knock Nevis, verdens største skib som er ændret til FSO og nu ligger fast i et oliefelt ud for kysten i Qatar.
En mere avanceret FSO, med visse produktionsmuligheder, kaldes FPSO.